# 2013-as U17-es labdarúgó-világbajnokság
A 2013-as U17-es labdarúgó-világbajnokság a 15. ilyen jellegű torna volt. A tornát 24 válogatott részvételével október 17. és november 8. között rendezték meg az Egyesült Arab Emírségekben. A világbajnokságon 1996. január 1. után született labdarúgók vehettek részt.

## Helyszínek
A mérkőzéseket hat helyszínen játsszák.
| Dubaj                                                 | Dubaj                      | Rász el-Haima                        | Rász el-Haima                        | Fujairah              | Fujairah              |
| ----------------------------------------------------- | -------------------------- | ------------------------------------ | ------------------------------------ | --------------------- | --------------------- |
| Al-Rashid Stadium                                     | Al-Rashid Stadium          | Emirates Club Stadium                | Emirates Club Stadium                | Fujairah Club Stadium | Fujairah Club Stadium |
| Férőhely: 18 000                                      | Férőhely: 18 000           | Férőhely: 3000                       | Férőhely: 3000                       | Férőhely: 5000        | Férőhely: 5000        |
| Al Ain Abu-Dzabi Dubaj Rász el-Haima Fujairah Sardzsa |                            |                                      |                                      |                       |                       |
| Abu-Dzabi                                             | Abu-Dzabi                  | Al Ain                               | Al Ain                               | Sardzsa               | Sardzsa               |
| Mohammed Bin Zayed Stadium                            | Mohammed Bin Zayed Stadium | Sheikh Khalifa International Stadium | Sheikh Khalifa International Stadium | Sharjah Stadium       | Sharjah Stadium       |
| Férőhely: 42 056                                      | Férőhely: 42 056           | Férőhely: 16 000                     | Férőhely: 16 000                     | Férőhely: 12 000      | Férőhely: 12 000      |

## Résztvevők
A házigazda Egyesült Arab Emírségek mellett a következő 23 válogatott vett részt:
| Szövetség                                         | Selejtezőtorna                                   | Csapatok                                                                     |
| ------------------------------------------------- | ------------------------------------------------ | ---------------------------------------------------------------------------- |
| AFC (Ázsia)                                       | 2012-es U16-os Ázsia-kupa                        | Irán · Irak · Japán · Üzbegisztán                                            |
| CAF (Afrika)                                      | 2013-as U17-es Afrika-kupa                       | Elefántcsontpart · Marokkó · Nigéria · Tunézia                               |
| CONCACAF (Észak és Közép-amerikai, Karibi térség) | 2013-as U17-es CONCACAF-aranykupa                | Kanada · Honduras · Mexikó · Panama                                          |
| CONMEBOL (Dél-Amerika)                            | 2013-as U17-es dél-amerikai Labdarúgó-bajnokság* | Argentína · Brazília · Uruguay · Venezuela                                   |
| OFC (Óceánia)                                     | 2013-as U17-es óceániai-bajnokság                | Új-Zéland                                                                    |
| UEFA (Európa)                                     | 2013-as U17-es labdarúgó-Európa-bajnokság        | Ausztria · Horvátország · Olaszország · Oroszország · Szlovákia · Svédország |
| Rendező ország                                    | Rendező ország                                   | Egyesült Arab Emírségek                                                      |

## Csoportkör
A csoportok sorsolását 2013. augusztus 26-án tartották Abu-Dzabiban. A kalapokból minden csoportba egy-egy csapatot sorsoltak.
| A kalap                                                                   | B kalap                                                        | C kalap                                                              | D kalap                                                                        |
| ------------------------------------------------------------------------- | -------------------------------------------------------------- | -------------------------------------------------------------------- | ------------------------------------------------------------------------------ |
| Egyesült Arab Emírségek · Irán · Irak · Japán · Üzbegisztán · Új-Zéland · | Argentína · Brazília · Uruguay · Venezuela · Mexikó · Panama · | Kanada · Honduras · Elefántcsontpart · Marokkó · Nigéria · Tunézia · | Ausztria · Horvátország · Olaszország · Oroszország · Szlovákia · Svédország · |

A csoportkörben minden csapat játszik a másik három csapattal egy-egy mérkőzést, így összesen 6 mérkőzésre kerül sor mind a hat csoportban. A csoportokból az első két helyezett, és a négy legjobb harmadik helyezett jut tovább. Minden csoportban az utolsó két mérkőzést azonos időpontban játsszák.
A csoportokban a következők szerint kellett a sorrendet meghatározni:
1. több szerzett pont az összes mérkőzésen (egy győzelemért 3 pont, egy döntetlenért 1 pont jár, a vereségért nem jár pont)
2. jobb gólkülönbség az összes mérkőzésen
3. több lőtt gól az összes mérkőzésen

Ha két vagy több csapat a fenti három kritérium alapján is azonos eredménnyel állt, akkor a következők szerint kellett meghatározni a sorrendet:
1. több szerzett pont az azonosan álló csapatok között lejátszott mérkőzéseken
2. jobb gólkülönbség az azonosan álló csapatok között lejátszott mérkőzéseken
3. több lőtt gól az azonosan álló csapatok között lejátszott mérkőzéseken
4. sorsolás

| Színmagyarázat                                                                      |
| ----------------------------------------------------------------------------------- |
| A csoportok első két helyezettje bejutott a nyolcaddöntőbe.                         |
| A csoportok legjobb négy harmadik helyezettje bejutott a nyolcaddöntőbe.            |
| A csoportok két legrosszabb harmadik helyezettje és a negyedik helyezettek kiestek. |

Az időpontok helyi időben (UTC+4) értendők.

### A csoport
| Csapat                  | M | Gy | D | V | G+ | G– | Gk  | P |
| ----------------------- | - | -- | - | - | -- | -- | --- | - |
| Brazília                | 3 | 3  | 0 | 0 | 15 | 2  | +13 | 9 |
| Honduras                | 3 | 1  | 1 | 1 | 4  | 6  | –2  | 4 |
| Szlovákia               | 3 | 1  | 1 | 1 | 5  | 8  | –3  | 4 |
| Egyesült Arab Emírségek | 3 | 0  | 0 | 3 | 2  | 10 | –8  | 0 |

| 2013. október 17. 17:00 |

| Brazília                                                  | 6–1               | Szlovákia |
| --------------------------------------------------------- | ----------------- | --------- |
| Mosquito 17' 30' (11-esből) 70' Nathan 45+2' 51' Caio 56' | (3–0) Jegyzőkönyv | Vavro 68' |

| Mohammed Bin Zayed Stadion, Abu-Dzabi Nézőszám: 8650 Játékvezető: Marco Rodríguez (mexikói) |

| 2013. október 17. 20:00 |

| Egyesült Arab Emírségek | 1–2               | Honduras                 |
| ----------------------- | ----------------- | ------------------------ |
| Khaled Khalfan 33'      | (1–1) Jegyzőkönyv | Medina 20' Velásquez 86' |

| Mohammed Bin Zayed Stadion, Abu-Dzabi Nézőszám: 8650 Játékvezető: Gianluca Rocchi (olasz) |

| 2013. október 20. 17:00 |

| Szlovákia          | 2–2               | Honduras                |
| ------------------ | ----------------- | ----------------------- |
| Vestenický 48' 57' | (0–1) Jegyzőkönyv | Flores 20' Bodden 90+2' |

| Mohammed Bin Zayed Stadion, Abu-Dzabi Nézőszám: 8200 Játékvezető: Abdulrahman Hussain (katari) |

| 2013. október 20. 20:00 |

| Egyesült Arab Emírségek | 1–6               | Brazília                                                   |
| ----------------------- | ----------------- | ---------------------------------------------------------- |
| Alameri Zayed 89'       | (0–3) Jegyzőkönyv | Boschilia 9' 33' Nathan 41' 66' Joanderson 73' Gabriel 84' |

| Mohammed Bin Zayed Stadion, Abu-Dzabi Nézőszám: 8200 Játékvezető: Mark Clattenburg (angol) |

| 2013. október 23. 20:00 |

| Szlovákia          | 2–0               | Egyesült Arab Emírségek |
| ------------------ | ----------------- | ----------------------- |
| Vestenický 36' 58' | (1–0) Jegyzőkönyv |                         |

| Mohammed Bin Zayed Stadion, Abu-Dzabi Nézőszám: 3642 Játékvezető: Juan Soto (venezuelai) |

| 2013. október 23. 20:00 |

| Honduras | 0–3               | Brazília                          |
| -------- | ----------------- | --------------------------------- |
|          | (0–2) Jegyzőkönyv | Boschilia 14' 45' Caio Rangel 64' |

| Emirates Club Stadion, Rász el-Haima Nézőszám: 2662 Játékvezető: Wolfgang Stark (német) |

### B csoport
| Csapat           | M | Gy | D | V | G+ | G– | Gk  | P |
| ---------------- | - | -- | - | - | -- | -- | --- | - |
| Uruguay          | 3 | 2  | 1 | 0 | 10 | 2  | +8  | 7 |
| Olaszország      | 3 | 2  | 0 | 1 | 3  | 2  | +1  | 6 |
| Elefántcsontpart | 3 | 1  | 1 | 1 | 4  | 2  | +2  | 4 |
| Új-Zéland        | 3 | 0  | 0 | 3 | 0  | 11 | –11 | 0 |

| 2013. október 17. 17:00 |

| Uruguay                                                                  | 7–0               | Új-Zéland |
| ------------------------------------------------------------------------ | ----------------- | --------- |
| Méndez 3' Otormín 37' 63' Acosta 49' 57' Ospitaleche 75' Pizzichillo 89' | (2–0) Jegyzőkönyv |           |

| Emirates Club Stadion, Rász el-Haima Nézőszám: 1201 Játékvezető: Wolfgang Stark (német) |

| 2013. október 17. 20:00 |

| Elefántcsontpart | 0–1               | Olaszország |
| ---------------- | ----------------- | ----------- |
|                  | (0–0) Jegyzőkönyv | Vido 46'    |

| Emirates Club Stadion, Rász el-Haima Nézőszám: 1201 Játékvezető: Néstor Pitana (argentin) |

| 2013. október 20. 17:00 |

| Uruguay      | 1–1               | Elefántcsontpart |
| ------------ | ----------------- | ---------------- |
| Acosta 90+4' | (0–1) Jegyzőkönyv | Keita 17'        |

| Emirates Club Stadion, Rász el-Haima Nézőszám: 2482 Játékvezető: Craig Thomson (skót) |

| 2013. október 20. 20:00 |

| Olaszország | 1–0               | Új-Zéland |
| ----------- | ----------------- | --------- |
| Vido 48'    | (0–0) Jegyzőkönyv |           |

| Emirates Club Stadion, Rász el-Haima Nézőszám: 2482 Játékvezető: Elmer Bonilla (salvadori) |

| 2013. október 23. 17:00 |

| Új-Zéland | 0–3               | Elefántcsontpart           |
| --------- | ----------------- | -------------------------- |
|           | (0–1) Jegyzőkönyv | Bakayoko 25' 48' Yakou 87' |

| Mohammed Bin Zayed Stadion, Abu-Dzabi Nézőszám: 3642 Játékvezető: Abdulrahman Hussain (katari) |

| 2013. október 23. 17:00 |

| Olaszország  | 1–2               | Uruguay                  |
| ------------ | ----------------- | ------------------------ |
| Parigini 11' | (1–1) Jegyzőkönyv | Bregonis 15' Benítez 64' |

| Emirates Club Stadion, Rász el-Haima Nézőszám: 2662 Játékvezető: Halíl al-Gamdi (Szaúd-arábiai) |

### C csoport
| Csapat       | M | Gy | D | V | G+ | G– | Gk | P |
| ------------ | - | -- | - | - | -- | -- | -- | - |
| Marokkó      | 3 | 2  | 1 | 0 | 7  | 3  | +4 | 7 |
| Üzbegisztán  | 3 | 2  | 1 | 0 | 4  | 1  | +3 | 7 |
| Horvátország | 3 | 1  | 0 | 2 | 3  | 5  | –2 | 3 |
| Panama       | 3 | 0  | 0 | 3 | 2  | 7  | –5 | 0 |

| 2013. október 18. 17:00 |

| Horvátország | 1–3               | Marokkó                    |
| ------------ | ----------------- | -------------------------- |
| Murić 59'    | (0–3) Jegyzőkönyv | Achahbar 27' 40' Jaadi 45' |

| Fujairah Club Stadion, Fujairah Nézőszám: 4296 Játékvezető: Jair Marrufo (amerikai) |

| 2013. október 18. 20:00 |

| Panama | 0–2               | Üzbegisztán                |
| ------ | ----------------- | -------------------------- |
|        | (0–0) Jegyzőkönyv | Abbasov 68' Ashurmatov 76' |

| Fujairah Club Stadion, Fujairah Nézőszám: 4296 Játékvezető: Daniel Bennett (dél-afrikai) |

| 2013. október 21. 17:00 |

| Horvátország | 1–0               | Panama |
| ------------ | ----------------- | ------ |
| Roguljić 26' | (1–0) Jegyzőkönyv |        |

| Fujairah Club Stadion, Fujairah Nézőszám: 5093 Játékvezető: Norbert Hauata (tahiti) |

| 2013. október 21. 20:00 |

| Üzbegisztán | 0–0         | Marokkó |
| ----------- | ----------- | ------- |
|             | Jegyzőkönyv |         |

| Fujairah Club Stadion, Fujairah Nézőszám: 5093 Játékvezető: Raúl Orosco (bolíviai) |

| 2013. október 24. 20:00 |

| Üzbegisztán                          | 2–1               | Horvátország  |
| ------------------------------------ | ----------------- | ------------- |
| Ćaleta-Car 14' (öngól) Boltaboev 79' | (1–1) Jegyzőkönyv | Halilović 27' |

| Fujairah Club Stadion, Fujairah Nézőszám: 2425 Játékvezető: Elmer Bonilla (salvadori) |

| 2013. október 24. 20:00 |

| Marokkó                                     | 4–2               | Panama                |
| ------------------------------------------- | ----------------- | --------------------- |
| Bnou Marzouk 30' 40' Sakhi 49' Achahbar 85' | (2–1) Jegyzőkönyv | Wald 20' Zorrilla 88' |

| Sharjah Stadion, Sharjah Nézőszám: 5183 Játékvezető: Pavel Královec (cseh) |

### D csoport
| Csapat      | M | Gy | D | V | G+ | G– | Gk | P |
| ----------- | - | -- | - | - | -- | -- | -- | - |
| Japán       | 3 | 3  | 0 | 0 | 6  | 2  | +4 | 9 |
| Tunézia     | 3 | 2  | 0 | 1 | 4  | 3  | +1 | 6 |
| Oroszország | 3 | 1  | 0 | 2 | 4  | 2  | +2 | 3 |
| Venezuela   | 3 | 0  | 0 | 3 | 2  | 9  | –7 | 0 |

| 2013. október 18. 17:00 |

| Tunézia                            | 2–1               | Venezuela   |
| ---------------------------------- | ----------------- | ----------- |
| Jbeli 25' Ben Larbi 47' (11-esből) | (1–0) Jegyzőkönyv | Márquez 51' |

| Sharjah Stadion, Sharjah Nézőszám: 3135 Játékvezető: Halíl al-Gamdi (Szaúd-arábiai) |

| 2013. október 18. 20:00 |

| Oroszország | 0–1               | Japán    |
| ----------- | ----------------- | -------- |
|             | (0–1) Jegyzőkönyv | Uryu 15' |

| Sharjah Stadion, Sharjah Nézőszám: 3135 Játékvezető: Héber Lopes (brazil) |

| 2013. október 21. 17:00 |

| Tunézia   | 1–0               | Oroszország |
| --------- | ----------------- | ----------- |
| Gabsi 61' | (0–0) Jegyzőkönyv |             |

| Sharjah Stadion, Sharjah Nézőszám: 3370 Játékvezető: Kim Dong-Jin (dél-koreai) |

| 2013. október 21. 20:00 |

| Japán                                   | 3–1               | Venezuela     |
| --------------------------------------- | ----------------- | ------------- |
| Sugimoto 7' Watanabe 44' 78' (11-esből) | (2–1) Jegyzőkönyv | Caraballo 17' |

| Sharjah Stadion, Sharjah Nézőszám: 3370 Játékvezető: Badara Diatta (szenegáli) |

| 2013. október 24. 17:00 |

| Venezuela | 0–4               | Oroszország                                   |
| --------- | ----------------- | --------------------------------------------- |
|           | (0–3) Jegyzőkönyv | A. Makarov 16' Sheidaev 39' 85' Golovin 45+2' |

| Fujairah Club Stadion, Fujairah Nézőszám: 2425 Játékvezető: Daniel Bennett (dél-afrikai) |

| 2013. október 24. 17:00 |

| Japán                    | 2–1               | Tunézia      |
| ------------------------ | ----------------- | ------------ |
| Sakai 87' Watanabe 90+3' | (0–1) Jegyzőkönyv | Dräger 45+2' |

| Sharjah Stadion, Sharjah Nézőszám: 5183 Játékvezető: Norbert Hauata (tahiti) |

### E csoport
| Csapat    | M | Gy | D | V | G+ | G– | Gk | P |
| --------- | - | -- | - | - | -- | -- | -- | - |
| Argentína | 3 | 2  | 1 | 0 | 7  | 3  | +4 | 7 |
| Irán      | 3 | 1  | 2 | 0 | 3  | 2  | +1 | 5 |
| Kanada    | 3 | 0  | 2 | 1 | 3  | 6  | –3 | 2 |
| Ausztria  | 3 | 0  | 1 | 2 | 4  | 6  | –2 | 1 |

| 2013. október 19. 17:00 |

| Kanada                             | 2–2               | Ausztria                |
| ---------------------------------- | ----------------- | ----------------------- |
| Hamilton 53' Roubos 58' (11-esből) | (0–1) Jegyzőkönyv | Horvath 28' Zivotic 61' |

| Al-Rashid Stadium, Dubaj Nézőszám: 5952 Játékvezető: Szelím el-Zsedídi (tunéziai) |

| 2013. október 19. 20:00 |

| Irán       | 1–1               | Argentína   |
| ---------- | ----------------- | ----------- |
| Hashemi 1' | (1–1) Jegyzőkönyv | Driussi 15' |

| Al-Rashid Stadium, Dubaj Nézőszám: 5952 Játékvezető: Pavel Královec (cseh) |

| 2013. október 22. 17:00 |

| Kanada       | 1–1               | Irán      |
| ------------ | ----------------- | --------- |
| Hamilton 48' | (0–1) Jegyzőkönyv | Karimi 7' |

| Al-Rashid Stadium, Dubaj Nézőszám: 9135 Játékvezető: Héber Lopes (brazil) |

| 2013. október 22. 20:00 |

| Argentína                          | 3–2               | Ausztria                   |
| ---------------------------------- | ----------------- | -------------------------- |
| Ibañez 42' Ferreyra 51' Suárez 88' | (1–1) Jegyzőkönyv | Zivotic 31' Pellegrini 79' |

| Al-Rashid Stadium, Dubaj Nézőszám: 9135 Játékvezető: Jair Marrufo (amerikai) |

| 2013. október 25. 20:00 |

| Argentína                    | 3–0               | Kanada |
| ---------------------------- | ----------------- | ------ |
| Ibañez 45+1' Sánchez 46' 75' | (1–0) Jegyzőkönyv |        |

| Al-Rashid Stadium, Dubaj Nézőszám: 10 120 Játékvezető: Mark Clattenburg (angol) |

| 2013. október 25. 20:00 |

| Ausztria | 0–1               | Irán        |
| -------- | ----------------- | ----------- |
|          | (0–1) Jegyzőkönyv | Seyyedi 36' |

| Sheikh Khalifa International Stadium, Al Ain Nézőszám: 8179 Játékvezető: Raúl Orosco (bolíviai) |

### F csoport
| Csapat     | M | Gy | D | V | G+ | G– | Gk  | P |
| ---------- | - | -- | - | - | -- | -- | --- | - |
| Nigéria    | 3 | 2  | 1 | 0 | 14 | 4  | +10 | 7 |
| Mexikó     | 3 | 2  | 0 | 1 | 5  | 7  | –2  | 6 |
| Svédország | 3 | 1  | 1 | 1 | 7  | 5  | +2  | 4 |
| Irak       | 3 | 0  | 0 | 3 | 2  | 12 | –10 | 0 |

| 2013. október 19. 17:00 |

| Mexikó     | 1–6               | Nigéria                                         |
| ---------- | ----------------- | ----------------------------------------------- |
| Jaimes 41' | (1–2) Jegyzőkönyv | Iheanacho 33' 40' 49' 70' Nwakali 52' Isaac 60' |

| Sheikh Khalifa International Stadium, Al Ain Nézőszám: 7653 Játékvezető: Svein Oddvar Moen (norvég) |

| 2013. október 19. 20:00 |

| Irak      | 1–4               | Svédország                              |
| --------- | ----------------- | --------------------------------------- |
| Salam 54' | (0–1) Jegyzőkönyv | Engvall 37' 67' Salétros 72' Suljić 88' |

| Sheikh Khalifa International Stadium, Al Ain Nézőszám: 7653 Játékvezető: Juan Soto (venezuelai) |

| 2013. október 22. 17:00 |

| Mexikó                         | 3–1               | Irak       |
| ------------------------------ | ----------------- | ---------- |
| Díaz 31' Almanza 41' Rivas 84' | (2–0) Jegyzőkönyv | Kareem 61' |

| Sheikh Khalifa International Stadium, Al Ain Nézőszám: 7153 Játékvezető: Szelím el-Zsedídi (tunéziai) |

| 2013. október 22. 20:00 |

| Svédország                    | 3–3               | Nigéria                          |
| ----------------------------- | ----------------- | -------------------------------- |
| Berisha 11' 19' Halvadzić 65' | (2–1) Jegyzőkönyv | Isaac 22' Yahaya 48' Awoniyi 81' |

| Sheikh Khalifa International Stadium, Al Ain Nézőszám: 7153 Játékvezető: Néstor Pitana (argentin) |

| 2013. október 25. 17:00 |

| Nigéria                                                    | 5–0               | Irak |
| ---------------------------------------------------------- | ----------------- | ---- |
| Muhammed 4' (11-esből) Nwakali 4' Yahaya 17' 41' Obasi 90' | (4–0) Jegyzőkönyv |      |

| Al-Rashid Stadium, Dubaj Nézőszám: 10 120 Játékvezető: Gianluca Rocchi (olasz) |

| 2013. október 25. 17:00 |

| Svédország | 0–1               | Mexikó     |
| ---------- | ----------------- | ---------- |
|            | (0–0) Jegyzőkönyv | Jaimes 86' |

| Sheikh Khalifa International Stadium, Al Ain Nézőszám: 8179 Játékvezető: Kim Dongdzsin (dél-koreai) |

### Harmadik helyezett csapatok sorrendje
| Csoport | Csapat           | M | Gy | D | V | G+ | G– | Gk | P |
| ------- | ---------------- | - | -- | - | - | -- | -- | -- | - |
| F       | Svédország       | 3 | 1  | 1 | 1 | 7  | 5  | +2 | 4 |
| B       | Elefántcsontpart | 3 | 1  | 1 | 1 | 4  | 2  | +2 | 4 |
| A       | Szlovákia        | 3 | 1  | 1 | 1 | 5  | 8  | –3 | 4 |
| D       | Oroszország      | 3 | 1  | 0 | 2 | 4  | 2  | +2 | 3 |
| C       | Horvátország     | 3 | 1  | 0 | 2 | 3  | 5  | –2 | 3 |
| E       | Kanada           | 3 | 0  | 2 | 1 | 3  | 6  | –3 | 2 |

## Egyenes kieséses szakasz
|  |                             |                  |                       |                      |                     |                     |                         |               |               |               |                         |                         |                         |  |  |       |       |       |
|  | Nyolcaddöntők               | Nyolcaddöntők    | Nyolcaddöntők         |                      |                     | Negyeddöntők        | Negyeddöntők            | Negyeddöntők  |               |               | Elődöntők               | Elődöntők               | Elődöntők               |  |  | Döntő | Döntő | Döntő |
|  | Nyolcaddöntők               | Nyolcaddöntők    | Nyolcaddöntők         |                      |                     | Negyeddöntők        | Negyeddöntők            | Negyeddöntők  |               |               | Elődöntők               | Elődöntők               | Elődöntők               |  |  | Döntő | Döntő | Döntő |
|  | október 28. – Sharjah       |                  |                       |                      |                     |                     |                         |               |               |               |                         |                         |                         |  |  |       |       |       |
|  |                             |                  |                       |                      |                     |                     |                         |               |               |               |                         |                         |                         |  |  |       |       |       |
|  | A2                          | Honduras         | 1                     |                      |                     |                     |                         |               |               |               |                         |                         |                         |  |  |       |       |       |
|  | A2                          | Honduras         | 1                     | november 1. – Al Ain |                     |                     |                         |               |               |               |                         |                         |                         |  |  |       |       |       |
|  | C2                          | Üzbegisztán      | 0                     |                      |                     |                     |                         |               |               |               |                         |                         |                         |  |  |       |       |       |
|  | C2                          | Üzbegisztán      | 0                     |                      |                     | Honduras            | Honduras                | 1             |               |               |                         |                         |                         |  |  |       |       |       |
|  | október 28. – Sharjah       |                  |                       |                      |                     | Honduras            | Honduras                | 1             |               |               |                         |                         |                         |  |  |       |       |       |
|  |                             |                  | Svédország            | Svédország           | 2                   |                     |                         |               |               |               |                         |                         |                         |  |  |       |       |       |
|  | D1                          | Japán            | Svédország            | Svédország           | 2                   | 1                   |                         |               |               |               |                         |                         |                         |  |  |       |       |       |
|  | D1                          | Japán            |                       |                      |                     | 1                   | november 5. – Dubaj     |               |               |               |                         |                         |                         |  |  |       |       |       |
|  | BEF3                        | Svédország       | 2                     |                      |                     |                     |                         |               |               |               |                         |                         |                         |  |  |       |       |       |
|  | BEF3                        | Svédország       | 2                     |                      |                     | Svédország          | Svédország              | 0             |               |               |                         |                         |                         |  |  |       |       |       |
|  | október 29. – Rász el-Haima |                  |                       |                      |                     | Svédország          | Svédország              | 0             |               |               |                         |                         |                         |  |  |       |       |       |
|  |                             |                  | Nigéria               | Nigéria              | 3                   |                     |                         |               |               |               |                         |                         |                         |  |  |       |       |       |
|  | B1                          | Uruguay          | Nigéria               | Nigéria              | 3                   | 4                   |                         |               |               |               |                         |                         |                         |  |  |       |       |       |
|  | B1                          | Uruguay          | november 2. – Sharjah |                      |                     | 4                   |                         |               |               |               |                         |                         |                         |  |  |       |       |       |
|  | ACD3                        | Szlovákia        | 2                     |                      |                     |                     |                         |               |               |               |                         |                         |                         |  |  |       |       |       |
|  | ACD3                        | Szlovákia        | 2                     |                      |                     | Uruguay             | Uruguay                 | 0             |               |               |                         |                         |                         |  |  |       |       |       |
|  | október 29. – Al Ain        |                  |                       |                      |                     | Uruguay             | Uruguay                 | 0             |               |               |                         |                         |                         |  |  |       |       |       |
|  |                             |                  | Nigéria               | Nigéria              | 2                   |                     |                         |               |               |               |                         |                         |                         |  |  |       |       |       |
|  | F1                          | Nigéria          | Nigéria               | Nigéria              | 2                   | 4                   |                         |               |               |               |                         |                         |                         |  |  |       |       |       |
|  | F1                          | Nigéria          |                       |                      |                     | 4                   | november 8. – Abu-Dzabi |               |               |               |                         |                         |                         |  |  |       |       |       |
|  | E2                          | Irán             | 1                     |                      |                     |                     |                         |               |               |               |                         |                         |                         |  |  |       |       |       |
|  | E2                          | Irán             | 1                     |                      |                     | Nigéria             | Nigéria                 | 3             |               |               |                         |                         |                         |  |  |       |       |       |
|  | október 29. – Dubaj         |                  |                       |                      |                     | Nigéria             | Nigéria                 | 3             |               |               |                         |                         |                         |  |  |       |       |       |
|  |                             |                  | Mexikó                | Mexikó               | 0                   |                     |                         |               |               |               |                         |                         |                         |  |  |       |       |       |
|  | E1                          | Argentína        | Mexikó                | Mexikó               | 0                   | 3                   |                         |               |               |               |                         |                         |                         |  |  |       |       |       |
|  | E1                          | Argentína        | november 2. – Sharjah |                      |                     | 3                   |                         |               |               |               |                         |                         |                         |  |  |       |       |       |
|  | D2                          | Tunézia          | 1                     |                      |                     |                     |                         |               |               |               |                         |                         |                         |  |  |       |       |       |
|  | D2                          | Tunézia          | 1                     |                      |                     | Argentína           | Argentína               | 2             |               |               |                         |                         |                         |  |  |       |       |       |
|  | október 29. – Fujairah      |                  |                       |                      |                     | Argentína           | Argentína               | 2             |               |               |                         |                         |                         |  |  |       |       |       |
|  |                             |                  | Elefántcsontpart      | Elefántcsontpart     | 1                   |                     |                         |               |               |               |                         |                         |                         |  |  |       |       |       |
|  | C1                          | Marokkó          | Elefántcsontpart      | Elefántcsontpart     | 1                   | 1                   |                         |               |               |               |                         |                         |                         |  |  |       |       |       |
|  | C1                          | Marokkó          |                       |                      |                     | 1                   | november 5. – Abu-Dzabi |               |               |               |                         |                         |                         |  |  |       |       |       |
|  | ABF3                        | Elefántcsontpart | 2                     |                      |                     |                     |                         |               |               |               |                         |                         |                         |  |  |       |       |       |
|  | ABF3                        | Elefántcsontpart | 2                     |                      |                     | Argentína           | Argentína               | 0             |               |               |                         |                         |                         |  |  |       |       |       |
|  | október 28. – Abu-Dzabi     |                  |                       |                      |                     | Argentína           | Argentína               | 0             |               |               |                         |                         |                         |  |  |       |       |       |
|  |                             |                  | Mexikó                | Mexikó               | 3                   |                     |                         | Bronzmérkőzés | Bronzmérkőzés | Bronzmérkőzés |                         |                         |                         |  |  |       |       |       |
|  | A1                          | Brazília         | Mexikó                | Mexikó               | 3                   | 3                   |                         |               |               | Bronzmérkőzés |                         |                         |                         |  |  |       |       |       |
|  | A1                          | Brazília         |                       |                      | november 1. – Dubaj | november 1. – Dubaj | november 1. – Dubaj     |               |               |               | november 8. – Abu-Dzabi | november 8. – Abu-Dzabi | november 8. – Abu-Dzabi |  |  |       |       |       |
|  | CDE3                        | Oroszország      | 1                     |                      | november 1. – Dubaj | november 1. – Dubaj | november 1. – Dubaj     |               |               |               | november 8. – Abu-Dzabi | november 8. – Abu-Dzabi | november 8. – Abu-Dzabi |  |  |       |       |       |
|  | CDE3                        | Oroszország      | 1                     |                      |                     | Brazília            | Brazília                | 1 (10)        | Svédország    | Svédország    | 4                       |                         |                         |  |  |       |       |       |
|  | október 28. – Abu-Dzabi     |                  |                       |                      |                     | Brazília            | Brazília                | 1 (10)        | Svédország    | Svédország    | 4                       |                         |                         |  |  |       |       |       |
|  |                             |                  | Mexikó                | Mexikó               | 1 (11)              |                     |                         | Argentína     | Argentína     | 1             |                         |                         |                         |  |  |       |       |       |
|  | B2                          | Olaszország      | Mexikó                | Mexikó               | 1 (11)              | 0                   |                         | Argentína     | Argentína     | 1             |                         |                         |                         |  |  |       |       |       |
|  | B2                          | Olaszország      |                       |                      |                     |                     |                         |               |               |               |                         |                         |                         |  |  |       |       |       |
|  | F2                          | Mexikó           | 2                     |                      |                     |                     |                         |               |               |               |                         |                         |                         |  |  |       |       |       |
|  | F2                          | Mexikó           | 2                     |                      |                     |                     |                         |               |               |               |                         |                         |                         |  |  |       |       |       |

### Nyolcaddöntők
| 2013. október 28. 17:00 |

| Olaszország | 0–2               | Mexikó               |
| ----------- | ----------------- | -------------------- |
|             | (0–1) Jegyzőkönyv | Díaz 26' Ochoa 90+3' |

| Mohammed Bin Zayed Stadion, Abu-Dzabi Nézőszám: 4624 Játékvezető: Néstor Pitana (argentin) |

| 2013. október 28. 17:00 |

| Japán                 | 1–2               | Svédország              |
| --------------------- | ----------------- | ----------------------- |
| Wahlqvist 56' (öngól) | (0–2) Jegyzőkönyv | Berisha 11' Engvall 36' |

| Sharjah Stadion, Sharjah Nézőszám: 2257 Játékvezető: Badara Diatta (szenegáli) |

| 2013. október 28. 20:00 |

| Brazília                         | 3–1               | Oroszország      |
| -------------------------------- | ----------------- | ---------------- |
| Mosquito 72' Boschilia 80' 90+3' | (0–0) Jegyzőkönyv | A. Makarov 90+1' |

| Mohammed Bin Zayed Stadion, Abu-Dzabi Nézőszám: 4624 Játékvezető: Halíl al-Gamdi (Szaúd-arábiai) |

| 2013. október 28. 20:00 |

| Honduras   | 1–0               | Üzbegisztán |
| ---------- | ----------------- | ----------- |
| Bodden 74' | (0–0) Jegyzőkönyv |             |

| Sharjah Stadion, Sharjah Nézőszám: 2257 Játékvezető: Pavel Královec (cseh) |

| 2013. október 29. 17:00 |

| Uruguay                                         | 4–2               | Szlovákia                 |
| ----------------------------------------------- | ----------------- | ------------------------- |
| Otormín 5' 58' Méndez 34' (11-esből) Acosta 42' | (3–0) Jegyzőkönyv | Vestenický 63' Siplak 85' |

| Emirates Club Stadion, Rász el-Haima Nézőszám: 2215 Játékvezető: Marco Rodríguez (mexikói) |

| 2013. október 29. 17:00 |

| Marokkó          | 1–2               | Elefántcsontpart                 |
| ---------------- | ----------------- | -------------------------------- |
| Bnou Marzouk 60' | (0–1) Jegyzőkönyv | Kessie 4' (11-esből) Ahissan 75' |

| Fujairah Club Stadion, Fujairah Nézőszám: 4172 Játékvezető: Craig Thomson (skót) |

| 2013. október 29. 20:00 |

| Argentína                          | 3–1               | Tunézia        |
| ---------------------------------- | ----------------- | -------------- |
| Ferreyra 2' Ibáñez 53' Driussi 73' | (1–1) Jegyzőkönyv | Haj Hassen 43' |

| Al-Rashid Stadium, Dubaj Nézőszám: 6801 Játékvezető: Svein Oddvar Moen (norvég) |

| 2013. október 29. 20:00 |

| Nigéria                                        | 4–1               | Irán           |
| ---------------------------------------------- | ----------------- | -------------- |
| Okon 23' Iheanacho 25' Muhammed 42' Yahaya 76' | (3–0) Jegyzőkönyv | Gholizadeh 84' |

| Sheikh Khalifa International Stadium, Al Ain Nézőszám: 6825 Játékvezető: Héber Lopes (brazil) |

### Negyeddöntők
| 2013. november 1. 17:00 |

| Honduras      | 1–2               | Svédország            |
| ------------- | ----------------- | --------------------- |
| Velásquez 37' | (1–0) Jegyzőkönyv | Rakip 68' Berisha 74' |

| Sheikh Khalifa International Stadium, Al Ain Nézőszám: 7028 Játékvezető: Abdulrahman Hussain (katari) |

| 2013. november 1. 20:00 |

| Brazília                                                                                         | 1–1               | Mexikó                                                                       |
| ------------------------------------------------------------------------------------------------ | ----------------- | ---------------------------------------------------------------------------- |
| Nathan 85'                                                                                       | (0–0) Jegyzőkönyv | Ochoa 80'                                                                    |
| Büntetőpárbaj                                                                                    |                   |                                                                              |
| Mosquito Nathan Lucas Danilo Barbosa Pereira Thiago Maia Joanderson Eduardo Marcos Auro Mosquito | 10–11             | Díaz Ochoa Rivas Aguirre Wbias Granados Tovar Robles Govea Terán Gudiño Díaz |

| Al-Rashid Stadium, Dubaj Nézőszám: 9210 Játékvezető: Svein Oddvar Moen (norvég) |

| 2013. november 2. 17:00 |

| Argentína             | 2–1               | Elefántcsontpart      |
| --------------------- | ----------------- | --------------------- |
| Ibáñez 6' Moreira 33' | (2–0) Jegyzőkönyv | Kessie 78' (11-esből) |

| Sharjah Stadion, Sharjah Nézőszám: 8288 Játékvezető: Wolfgang Stark (német) |

| 2013. november 2. 20:00 |

| Uruguay | 0–2               | Nigéria         |
| ------- | ----------------- | --------------- |
|         | (0–1) Jegyzőkönyv | Awoniyi 18' 79' |

| Sharjah Stadion, Sharjah Nézőszám: 8288 Játékvezető: Jair Marrufo (amerikai) |

### Elődöntők
| 2013. november 5. 17:00 |

| Argentína | 0–3               | Mexikó                    |
| --------- | ----------------- | ------------------------- |
|           | (0–2) Jegyzőkönyv | Ochoa 5' 21' Granados 86' |

| Mohammed Bin Zayed Stadion, Abu-Dzabi Nézőszám: 5621 Játékvezető: Gianluca Rocchi (olasz) |

| 2013. november 5. 20:00 |

| Svédország | 0–3               | Nigéria                       |
| ---------- | ----------------- | ----------------------------- |
|            | (0–1) Jegyzőkönyv | Awoniyi 21' Okon 80' Ezeh 81' |

| Al-Rashid Stadium, Dubaj Nézőszám: 8800 Játékvezető: Héber Lopes (brazil) |

### Bronzmérkőzés
| 2013. november 8. 17:00 |

| Svédország                        | 4–1               | Argentína       |
| --------------------------------- | ----------------- | --------------- |
| Berisha 7' 24' 57' Strandberg 20' | (3–1) Jegyzőkönyv | Compagnucci 44' |

| Mohammed Bin Zayed Stadion, Abu-Dzabi Nézőszám: 20 018 Játékvezető: Badara Diatta (szenegáli) |

### Döntő
| 2013. november 8. 20:00 |

| Nigéria                                       | 3–0               | Mexikó |
| --------------------------------------------- | ----------------- | ------ |
| Aguirre 9' (öngól) Iheanacho 56' Muhammed 81' | (1–0) Jegyzőkönyv |        |

| Mohammed Bin Zayed Stadion, Abu-Dzabi Nézőszám: 20 018 Játékvezető: Craig Thomson (skót) |

| A 2013-as U17-es labdarúgó-világbajnokság győztese |
| -------------------------------------------------- |
| · Nigéria · 4. cím                                 |

## Díjak
| Aranylabda         | Ezüstlabda        | Bronzlabda |
| ------------------ | ----------------- | ---------- |
| Kelechi Iheanacho  | Nathan            | Iván Ochoa |
| Aranycipő          | Ezüstcipő         | Bronzcipő  |
| Valmir Berisha     | Kelechi Iheanacho | Boschilia  |
| 7 gólos            | 6 gólos           | 6 gólos    |
| Legjobb kapus      |                   |            |
| Dele Alampasu      |                   |            |
| FIFA Fair Play-díj |                   |            |
| Nigéria            |                   |            |

## Végeredmény
Az első négy helyezett utáni sorrend nem tekinthető hivatalosnak, mivel ezekért a helyekért nem játszottak mérkőzéseket.
A hazai csapat eltérő háttérszínnel kiemelve.
| Helyezés | Nemzet                  | M | Gy | D | V | G+ | G– | Gk  | P  |
| -------- | ----------------------- | - | -- | - | - | -- | -- | --- | -- |
| Arany    | Nigéria                 | 7 | 6  | 1 | 0 | 26 | 5  | +21 | 19 |
| Ezüst    | Mexikó                  | 7 | 4  | 1 | 2 | 11 | 11 | 0   | 13 |
| Bronz    | Svédország              | 7 | 4  | 1 | 2 | 15 | 11 | +4  | 13 |
| 4.       | Argentína               | 7 | 4  | 1 | 2 | 13 | 12 | +1  | 13 |
|          |                         |   |    |   |   |    |    |     |    |
| 5.       | Brazília                | 5 | 4  | 1 | 0 | 19 | 4  | +15 | 13 |
| 6.       | Uruguay                 | 5 | 3  | 1 | 1 | 14 | 6  | +8  | 10 |
| 7.       | Elefántcsontpart        | 5 | 2  | 1 | 2 | 7  | 5  | +2  | 7  |
| 8.       | Honduras                | 5 | 2  | 1 | 2 | 6  | 8  | –2  | 7  |
|          |                         |   |    |   |   |    |    |     |    |
| 9.       | Japán                   | 4 | 3  | 0 | 1 | 7  | 4  | +3  | 9  |
| 10.      | Marokkó                 | 4 | 2  | 1 | 1 | 8  | 5  | +3  | 7  |
| 11.      | Üzbegisztán             | 4 | 2  | 1 | 1 | 4  | 2  | +2  | 7  |
| 12.      | Tunézia                 | 4 | 2  | 0 | 2 | 5  | 6  | –1  | 6  |
| 13.      | Olaszország             | 4 | 2  | 0 | 2 | 3  | 4  | –1  | 6  |
| 14.      | Irán                    | 4 | 1  | 2 | 1 | 4  | 6  | –2  | 5  |
| 15.      | Szlovákia               | 4 | 1  | 1 | 2 | 7  | 12 | –5  | 4  |
| 16.      | Oroszország             | 4 | 1  | 0 | 3 | 5  | 5  | 0   | 3  |
|          |                         |   |    |   |   |    |    |     |    |
| 17.      | Horvátország            | 3 | 1  | 0 | 2 | 3  | 5  | –2  | 3  |
| 18.      | Kanada                  | 3 | 0  | 2 | 1 | 3  | 6  | –3  | 2  |
| 19.      | Ausztria                | 3 | 0  | 1 | 2 | 4  | 6  | –2  | 1  |
| 20.      | Panama                  | 3 | 0  | 0 | 3 | 2  | 7  | –5  | 0  |
| 21.      | Venezuela               | 3 | 0  | 0 | 3 | 2  | 9  | –7  | 0  |
| 22.      | Egyesült Arab Emírségek | 3 | 0  | 0 | 3 | 2  | 10 | –8  | 0  |
| 23.      | Irak                    | 3 | 0  | 0 | 3 | 2  | 12 | –10 | 0  |
| 24.      | Új-Zéland               | 3 | 0  | 0 | 3 | 0  | 11 | –11 | 0  |